# Csesznek
Csesznek is een dorp in Hongarije. Het ligt in de buurt van Zirc en in het Bakony-woud en het comitaat van Veszprém, waar het landschap zeer heuvelachtig en bosrijk is.
Hoog op de heuvel van Csesznek ligt de ruïne van de Csesznek-burcht die ooit eigendom was van de Cseszneky familie. Ze werd rond 1300 gebouwd ter bewaking van de passen door het Bakony-woud. Vooral tijdens de Hongaarse Vrijheidsstrijd onder Rákóczi (eind 17e eeuw en begin 18e eeuw) was de burcht een belangrijk steunpunt. Door de verschillende oorlogen en een aardbeving verviel de burcht tot een ruïne. Er is een begin gemaakt met de restauratie. Vanaf de heuvel heeft men een panoramisch uitzicht op de omgeving.